# Marco Walker
Marco Walker (Solothurn, 2 mei 1970) is een Zwitsers voetbalcoach en voormalig voetballer die speelde als verdediger.

## Carrière
Walker speelde gedurende zijn 18-jarige carrière voor FC Grenchen, FC Lugano, FC Basel, TSV 1860 München, TeBe Berlin, FC St. Gallen, FC Aarau, 1. FSV Mainz 05 en BSC Old Boys.
Walker speelde tussen 1995 en 1997 voor Zwitserland, hij speelde in totaal 10 interlands.
Na zijn spelersloopbaan startte hij als assistent-trainer bij FC Concordia Basel, FC Basel, FC Biel-Bienne, dan terug bij FC Basel en FC Aarau.
In 2019 ging hij bij BSC Old Boys aan de slag als hoofdcoach.